# Neckeropsis nitidula
Neckeropsis nitidula är en bladmossart som beskrevs av Fleischer 1908. Neckeropsis nitidula ingår i släktet Neckeropsis och familjen Neckeraceae. Inga underarter finns listade i Catalogue of Life.